# Édouard Audisio
Édouard Audisio, Édouard Xavier Gaëtan Marie Audisio (ur. 20 sierpnia 1838 w Sassi we Włoszech, zm. we wrześniu 1908 we Francji) – francuski prawnik, dyplomata i urzędnik konsularny.
Uzyskał doktorat z prawa na Uniwersytecie Turyńskim (Università degli Studi di Torino). Pracownik francuskiej służby zagranicznej, w której pełnił funkcję m.in. urzędnika konsulatu w Turynie (1867), sekretarza ambasady w Kalkucie (1872-1873), konsula ambasady w Berlinie (1882-1884), konsula w Gdańsku (1884-1886), Düsseldorfie (1887), i Bazylei (1894-1898). 